# Okuniomyia bimaculicosta
Okuniomyia bimaculicosta är en tvåvingeart som beskrevs av Tokuichi Shiraki 1933. Okuniomyia bimaculicosta ingår i släktet Okuniomyia och familjen fläckflugor.
Artens utbredningsområde är Taiwan. Inga underarter finns listade i Catalogue of Life.